# Inom Vallgraven
Inom Vallgraven – literalmente No interior do fosso defensivo - é um dos dois bairros iniciais do centro histórico da cidade Gotemburgo, na Suécia.
Os dois bairros de Inom Vallgraven e Nordstaden formam o núcleo original da cidade, fundados no séc XVII. Inom Vallgraven está delimitada a norte pelo Grande Canal de Gotemburgo (Stora Hamnkanalen) e a sul pelo canal do antigo fosso defensivo da cidade (Vallgraven).
Tem cerca de 4 054 habitantes (2015), e uma área de 64 ha. O rendimento anual médio é de 353 000 coroas, acima da média da cidade, e a taxa de desemprego é de 3%, abaixo da média da cidade.

## Ruas e praças importantes
- Kungstorget
- Södra Hamngatan
- Östra Hamngatan
- Västra Hamngatan
- Drottninggatan
- Kungsgatan
- Vallgatan
- Magasinsgatan
- Kyrkogatan
- Kungsportsplatsen

## Património
Inom Vallgraven faz parte não só do centro histórico da cidade, como igualmente do centro político e comercial da Gotemburgo dos nossos dias.
- Kronhuset (Casa da Coroa)
- Feskekörka
- Catedral de Gotemburgo
- Antikhallarna
- Saluhallen
- Grande Canal de Gotemburgo
- Grande fosso defensivo Vallgraven

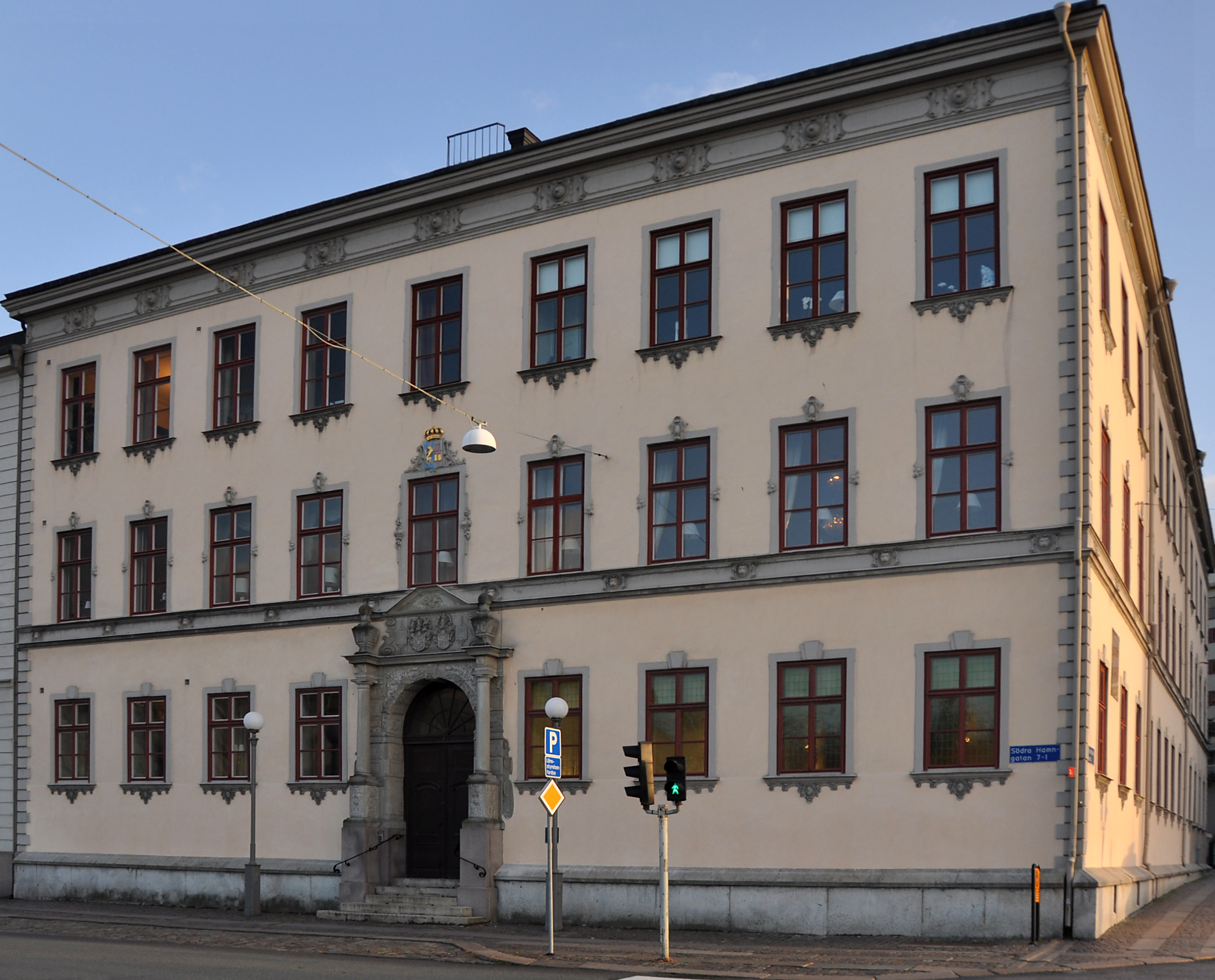
Residenset, a Residência oficial do governador do Condado da Västra Götaland
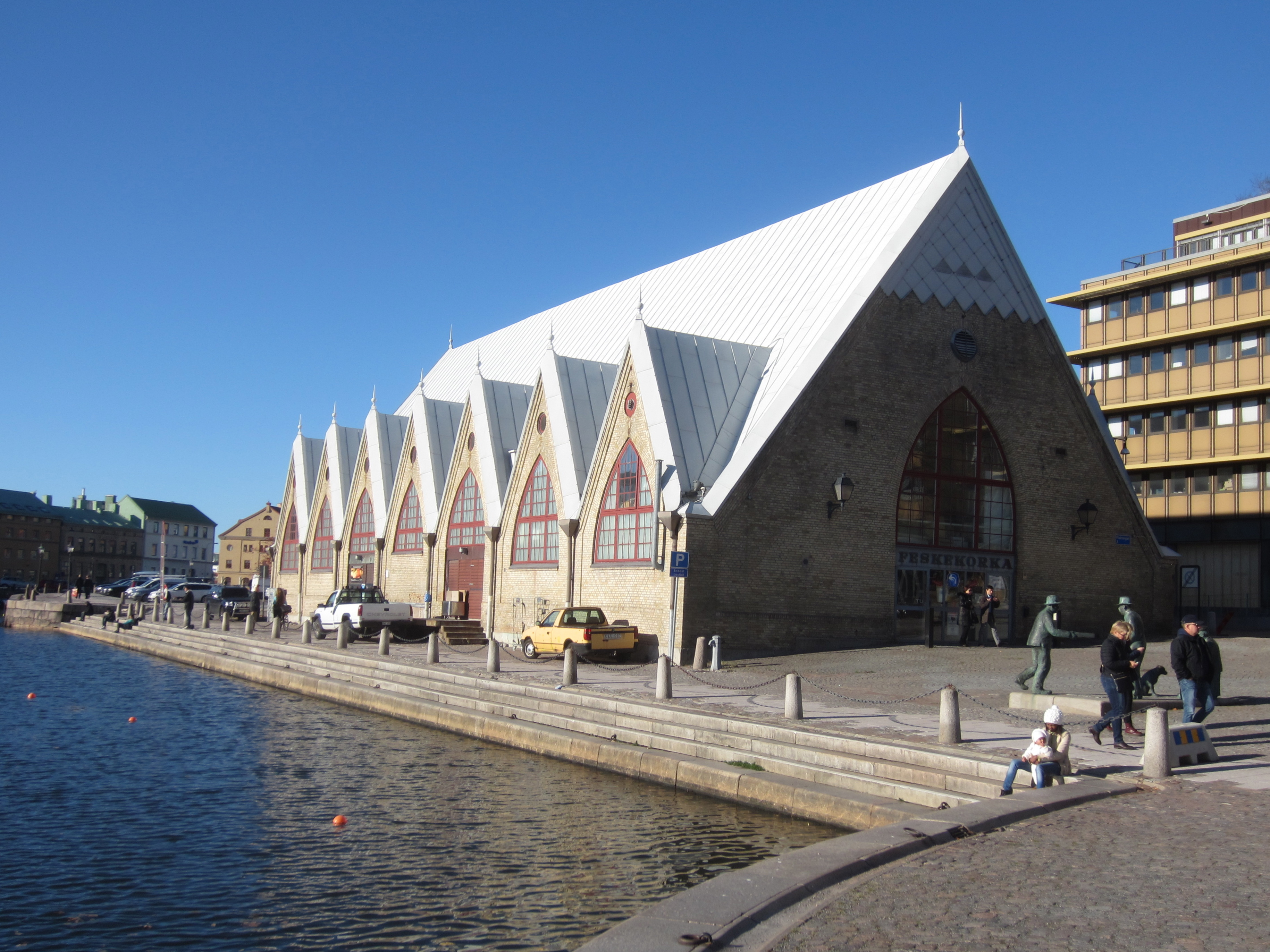
Feskekörka, o mercado de peixe da cidade
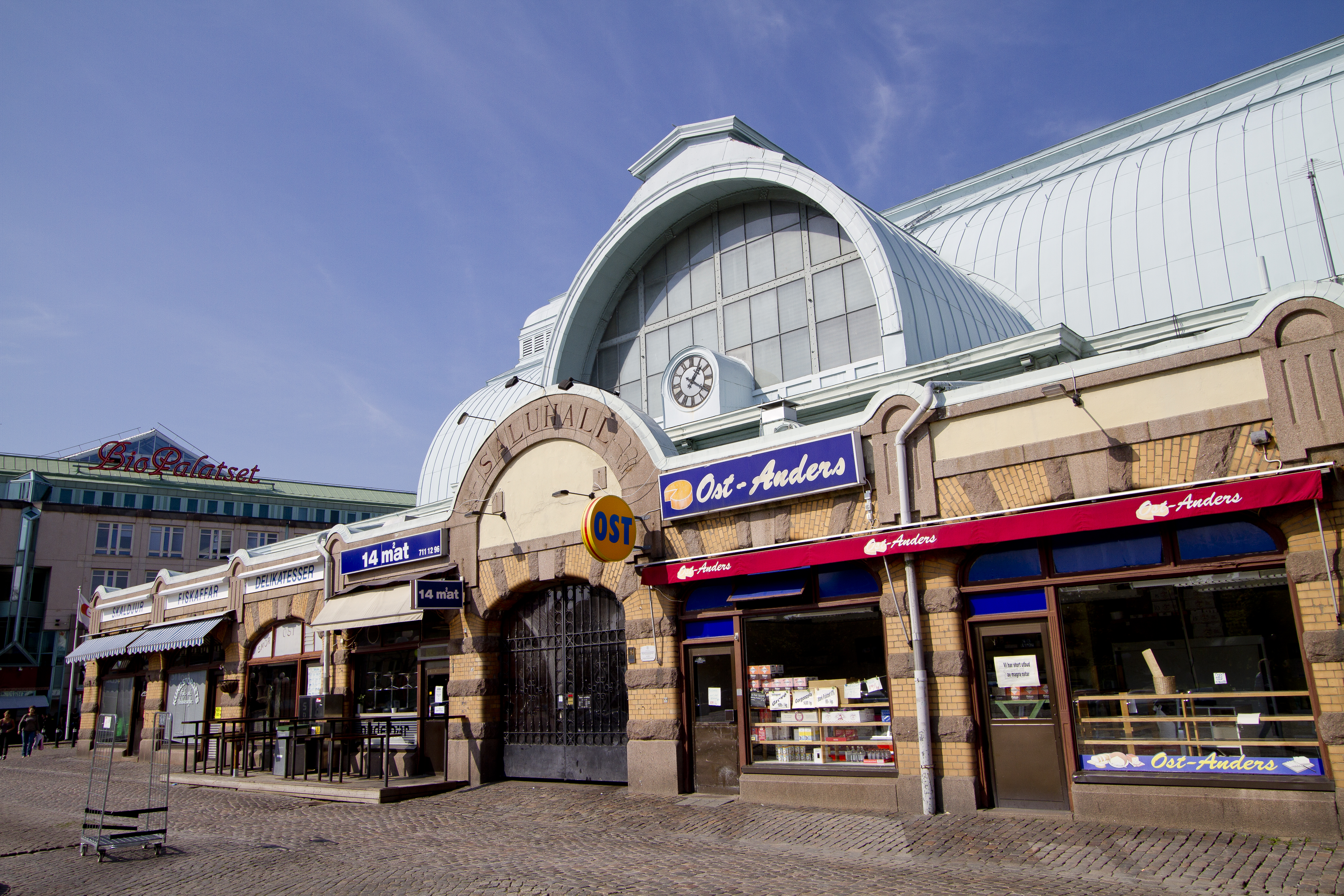
O Mercado Saluhallen